# فرد ارپ
فرد ارپ (انگلیسی: Fred Earp؛ 1860 – ۱۹۴۸ (۸۷−۸۸ سال)) بازیکن فوتبال بود.
از باشگاه‌هایی که در آن بازی کرده‌است می‌توان به باشگاه فوتبال ناتینگهام فارست اشاره کرد.